# Sion (Matrix)
Zion (en español: Sion) es una ciudad ficticia de las películas de Matrix. Es la última ciudad humana en el planeta Tierra, producto de la guerra de la humanidad contra las máquinas, lo que produjo que las formas de vida artificiales dominaran el mundo.

## Historia
Tras el ataque militar de las Naciones Unidas a la recién creada ciudad de las máquinas Zero One o 01, una devastadora guerra nuclear se inició entre los dos bandos por el control de la Tierra. Los líderes humanos rápidamente se dieron cuenta de que tenían muy pocas posibilidades de ganar la guerra y comenzaron la construcción de una ciudad subterránea con el fin de preservar a la raza humana. Cuando las máquinas ganaron la guerra, el planeta se convirtió en una roca fría y desolada debido a que durante el encuentro, los humanos llevaron a cabo la operación Dark Storm, donde presuntamente quemaron el cielo (Morfeo lo describe en The Matrix). Los pocos humanos que sobrevivieron en la destruida superficie terrestre fueron capturados y encarcelados en las torres bio-eléctricas de 01. Allí sus mentes fueron conectadas en la Matrix para mantenerlas dóciles. Sin embargo, veintitrés supervivientes fueron liberados por una misteriosa figura que se refería a sí mismo como El elegido. Él llevó a los supervivientes a la ciudad de Sion, que aún no estaba concluida para que continuara con su tarea. Poco después, cuando Sion estaba parcialmente construida, los humanos tomaron el control tecnológico sobre la energía geo-térmica del núcleo del planeta y El elegido les llamó para continuar con la guerra, esta vez por medio de la Matrix. Luego de la muerte de El elegido, los humanos aprendieron a sobrevivir por sí solos y comenzaron a librar nuevamente la guerra contra las máquinas en forma de guerrillas, y al mismo tiempo, tratan de liberar a los humanos de Matrix, su prisión virtual.

## Geografía

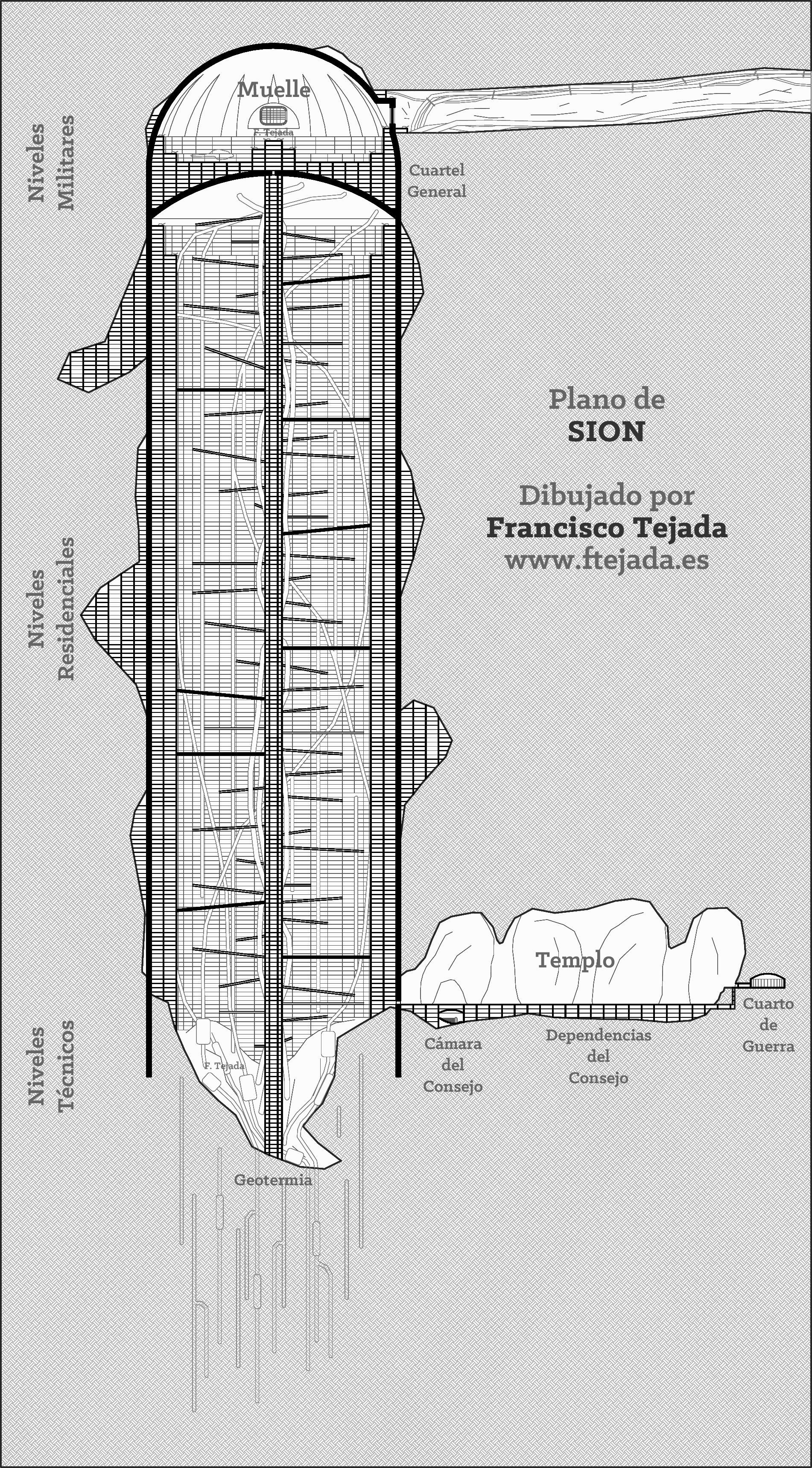
Plano de la ciudad de Zion, películas de Matrix.

Sion se construyó en una extensión de cuatro kilómetros por debajo de la tierra, justo encima del manto terrestre. La ciudad en sí es un conjunto cilíndrico (verticalmente inclinado con respecto a la superficie de la Tierra) que está dividido en varios niveles, estos son:
- Cámara del consejo: este nivel está cerca de la parte inferior de la sección central de la ciudad. Tiene una serie de cámaras que se utilizan como zonas de residencia y oficinas del consejo de Sion.
- Espacio de reunión: es un nivel ubicado justo debajo del muelle. Este nivel contiene muchas áreas en las que los recién llegados sin hogar o rescatados de Matrix se reúnen para vivir hasta cuando son ubicados en una habitación.
- Nivel de ingeniería geo-térmica: esta en la parte inferior de la ciudad. Este nivel está dedicado a proveer de energía a la ciudad en forma de energía geo-térmica a partir de la esencia misma de la Tierra.
- Nivel de apoyo de vida: es quizá el nivel más profundo por debajo de la ciudad. Este nivel está dedicado a salvaguardar la vida en forma de agua, calor, aire, etc, a la población de la Sion. Irónicamente, las máquinas que hacen estas tareas están totalmente automatizadas, pero sus supervisores humanos han adoptado medidas para asegurarse de que nunca puedan llegar a sentir un rastro de sensibilidad; si en algún caso esto pasa, las máquinas están diseñadas con un modo de autodestrucción que se activa al detectar signos de sensibilidad.
- Habitaciones: está ubicado en el medio de la sección central de Sion. Este nivel está dedicado a proporcionar alojamiento a toda la población, alrededor de 250.000 humanos.
- Zonas intermedias: son otras áreas de la ciudad que aún no se han mencionado y sólo se han visto.
- Sala de reunión: Es una cámara ubicada en la parte inferior de la ciudad. Allí de reúnen el consejo, los capitanes de la flota de naves y militares para discutir misiones de alta prioridad con respecto a la guerra contra las máquinas.
- El muelle: es el nivel más alto de la ciudad, es controlado y administrado por operadores en la Torre grúa y sirve como estación de recarga y mantenimiento para la flota de naves aero-deslizadoras de la ciudad.
- El templo: es una gran caverna localizada en el punto más bajo de la ciudad, fue adecuada originalmente para celebrar reuniones religiosas y también sirve como última posición defensiva en caso de una invasión de las máquinas.
- Cuarto de guerra: es una cámara especialmente protegida en la parte inferior de la ciudad. Esta sala es utilizada por los dirigentes militares de Sion en un esfuerzo para planificar la guerra contra las máquinas y para defenderse en caso de una invasión.

## Defensas
Sion tiene una multitud de sistemas defensivos que, en general, se le conocen como la "Red de defensa de Sion". Los sistemas consisten en:
- Seis torretas ametralladoras de doble cañón: Es el principal sistema defensivo, se encuentra instalado en el muelle. Sirven para proteger a los aero-deslizadores de incursiones por parte de las máquinas.
- Unidades personales armadas (UPA o APU): Son trajes bípedos mecanizados que se utilizan para el apoyo a gran escala en caso de un ataque al muelle por parte de las máquinas.[1]  El cuerpo de unidades está liderado por el capitán Mifune.
- Infantería: Son soldados humanos equipados con armas de "relámpago" electromagnéticas y con bazucas hechas a mano. Están capacitados para defender la ciudad en caso de una incursión de las máquinas.[2]
- Flota de aero-deslizadores: Son naves que pueden flotar gracias a que están cargadas electromagnéticamente, su principal arma es el poderoso PEM, capaz de destruir a las máquinas centinelas. Las tripulaciones de estas naves tienen la misión de conectarse a la Matriz de forma clandestina por medio de redes pirata con el propósito de liberar a los humanos de su prisión virtual.

Los dispositivos PEM, a pesar de estar instalados en todos los aero-deslizadores, nunca fueron instalados en la red defensiva de Sion (incluso como último recurso), debido a que la ciudad no posee PEM de protección  a pesar de que puede ser utilizado para desactivar cualquier máquina enemiga, también afectaría el cuerpo de unidades personales armadas y prácticamente cada pieza de software de la ciudad sería deshabilitado de forma permanente, dejando a Sion sin ninguna manera de defenderse de una segunda incursión de las máquinas.
Más tarde se revela que ninguno de los sistemas de defensa de Sion es capaz de contener el gigantesco ejército de las máquinas. La ciudad sería destruida en su totalidad, y cada uno de sus habitantes iba a morir; pero esto último nunca sucedió (véase la sección Propósito). Sin embargo, el Arquitecto podría volver a ordenar un ataque a Sion con el fin de que el programa Matrix fuese reiniciado.

## Jefatura
La ciudad está regida por el Consejo de Sion. Son ellos quienes toman las decisiones con respecto a la administración de la ciudad y al esfuerzo en la guerra. Otros funcionarios están encargados de informar directamente al Consejo, y de llevar a cabo sus pedidos en su nombre, tal como lo hizo (a regañadientes) el comandante supremo de las fuerzas de defensa de Sion; comandante Jason Lock, durante la incursión de las máquinas. Los capitanes de la flota de aero-deslizadores de la ciudad también pueden discutir directamente las decisiones del consejo en la Sala de reunión. De los trece miembros del Consejo, más de la mitad son del sexo femenino, y más de la mitad no es de raza blanca. Haman es el único consejero hombre de raza blanca del Consejo.

## Propósito
Zion fue construida inicialmente con el propósito de salvar a la raza humana después de comenzar la guerra contra el inmenso ejército de 01. Sin embargo, un programa llamado el Arquitecto, creador y manipulador de Matrix, para garantizar la supervivencia y continua renovación de este programa, consigue controlar la situación de Zion. En efecto, pueden darse dos situaciones diferentes. En el primer caso, las máquinas podrían permitir vivir libremente en el mundo físico a cualquier ser humano que no aceptara el programa Matrix; pero esto produciría una reducción dentro de la población sometida al programa, impidiendo el crecimiento exponencial en la tasa de población, y provocando la muerte de grandes cantidades de "cultivos" de seres humanos. En el segundo caso, que es el que finalmente se adoptó, el Arquitecto destruiría periódicamente Zion y a sus habitantes, como parte de un acuerdo con El elegido, y seguidamente reintroduciría el "Código Inicial" de Matrix -insertado en el Elegido- para reinstalar el programa y garantizar su funcionamiento normal; esto provocaría que nuevamente fueran elegidos veintitrés supervivientes con el fin de reconstruir Zion. Estos supervivientes nunca sabrían que la ciudad había sido destruida por el mismo programa que los había salvado. Este ciclo de destrucciones, reactualizaciones de Matrix y reconstrcciones, se rompió en la sexta iteración, cuando El elegido (encarnado por Neo) se negó a reiniciar el programa, y decidió en su lugar negociar una tregua con las máquinas.